# Kip curry

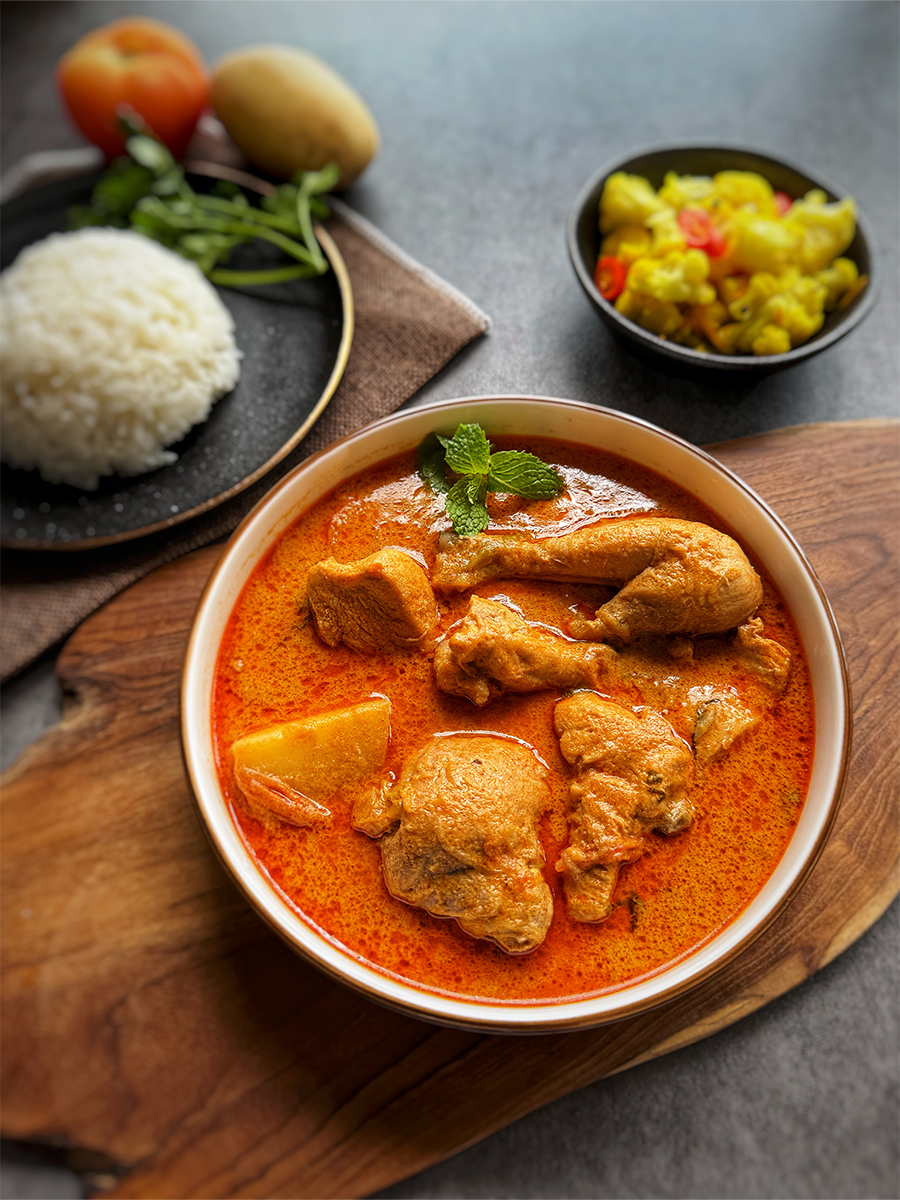
Kip curry

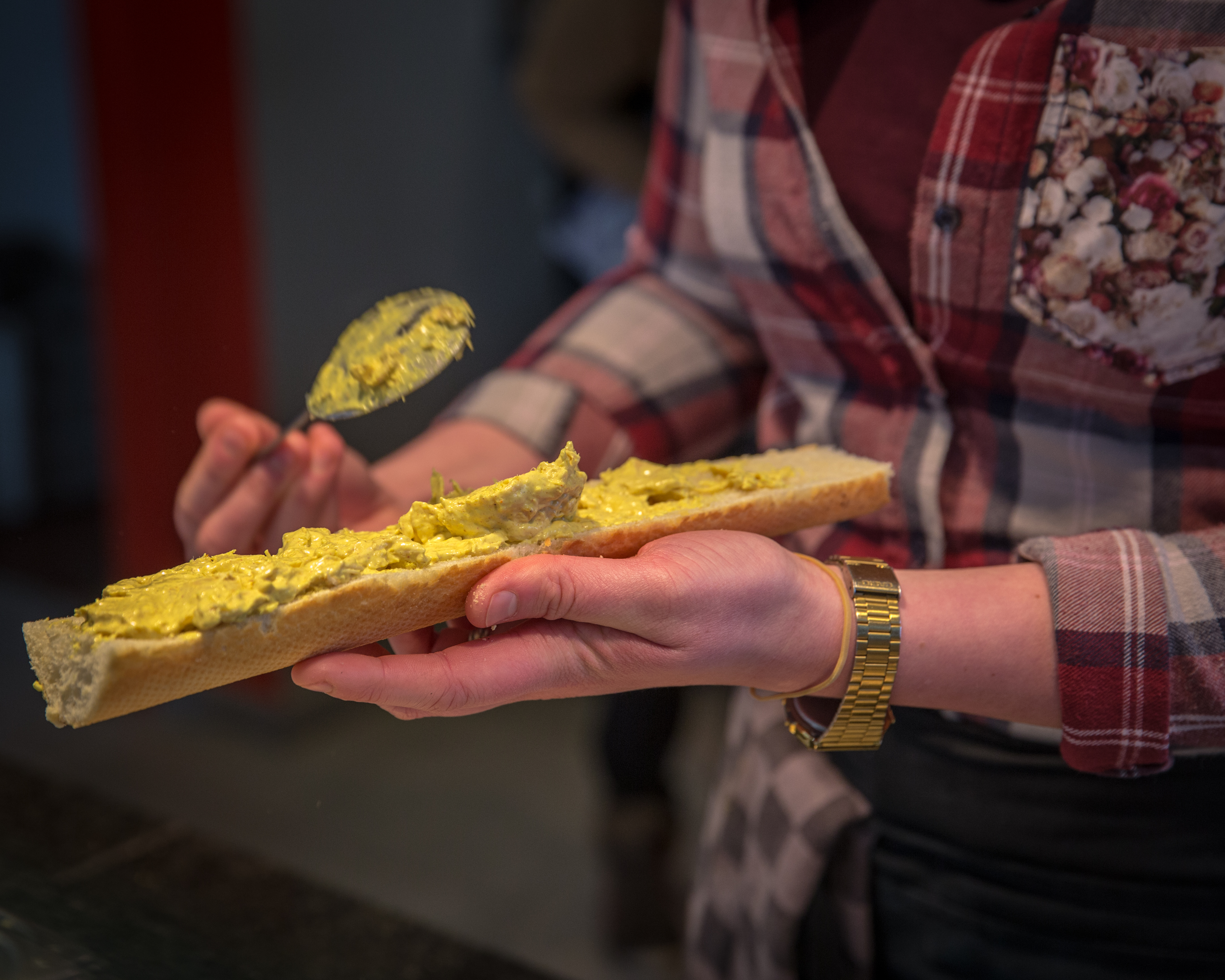
Kipcurrysalade op een baguette

Kip curry of kip kerrie is een gerecht dat zijn oorsprong vindt in het Indisch subcontinent. Het gerecht komt ook veel voor in andere keukens, waaronder in die van het Caraïbisch gebied, Zuidoost-Azië, Groot-Brittannië en Zuid-Afrika.
Een typische kip curry afkomstig uit het Indisch subcontinent bestaat uit gestoofde kip en van het karkas gepluisde stukjes braadkip. De curry is een standaard mayonaise waaraan currypoeder wordt toegevoegd, een kruidenmengeling van verschillende specerijen zoals gember, knoflook, tomatenpuree, chilipepers, zwarte peper, karwijzaad, koriander, komijn, kurkuma, kaneel, steranijs, paprikapoeder, chilipeper, kardemom, maanzaad, nootmuskaat met toevoeging van mosterd, eigeel, azijn en water. Kurkuma verleent de kip curry haar karakteristieke, gele kleur.
kipcurrysalade of kipkerriesalade is een gele salade die bestaat uit stukjes kip en currysaus. Kipsalades werden oorspronkelijk gemaakt om restjes braadkip te verwerken. Tegenwoordig wordt kipcurrysalade vaak op industriële schaal gemaakt voor winkelverkoop of voor broodjeszaken en sandwichbars.
In Suriname en Nederland wordt kipkerrie vaak met brood gegeten bestaand uit de combinatie van masala met kip. Dit is meegenomen naar Nederland met de komst van Hindoestanen tijdens de emigratiegolven van Surinamers naar Nederland in het midden van de jaren zeventig. Het gerecht is sindsdien een populair afhaalgerecht geworden en wordt vooral verkocht in Surinaamse en Chinese restaurants.

## Oorsprong kipcurrysalade
Het bereiden van salades is in de negentiende eeuw ontstaan in Amerika en daarna overgenomen door Europeanen. Het was oorspronkelijk een manier om restjes te verwerken die waren overgebleven van een andere maaltijd, zoals is beschreven in het (kook)boek 'The Carolina Housewife: or, House and Home' (1847) van Sarah Ruthledge. In 1863 kwam ook Liam Gray, een slager uit Wakefield (Rhode Island), op het idee om restjes kip te verwerken in een salade met mayonaise, druiven en dragon en die te verkopen.

### Koningsmaal
Het idee om currypoeder toe te voegen aan een kip-mayonaisesalade wordt toegeschreven aan Constance Spry en Rosemary Hume. Zij waren stafleden van de Cordon Bleu Cookery School in Londen, die het banket organiseerde ter ere van de kroning van koningin Elizabeth II in 1953. Hun recept is bekend geworden als coronation chicken.
De gasten voor het kroningsfeest kwamen uit de hele Commonwealth en aangezien moslims geen varkensvlees eten en hindoes geen rundsvlees, kozen Spry en Hume voor kip. Het recept was voor de periode luxueus: verse producten waren schaars in het door economische crisis en oorlog verarmde Groot-Brittannië. Kerriepoeder uit de koloniën was echter in ruime mate aanwezig. Om de salade wat interessanter te maken voegden Spry en Hume nog een heel aantal andere ingrediënten toe, zoals abrikozenjam en limoensap.
Een vereenvoudigde variant, met een simpele currymayonaise, eventueel aangevuld met rozijnen en geraspte wortel of wittekool, wordt sindsdien in Groot-Brittannië verkocht als 'coronation chicken'. Het is die salade die in de jaren 1950-1960 is overgewaaid naar de Lage Landen en Noord-Frankrijk, waar ze populair werd op toast en als broodbeleg.